# أثداء تريسياس

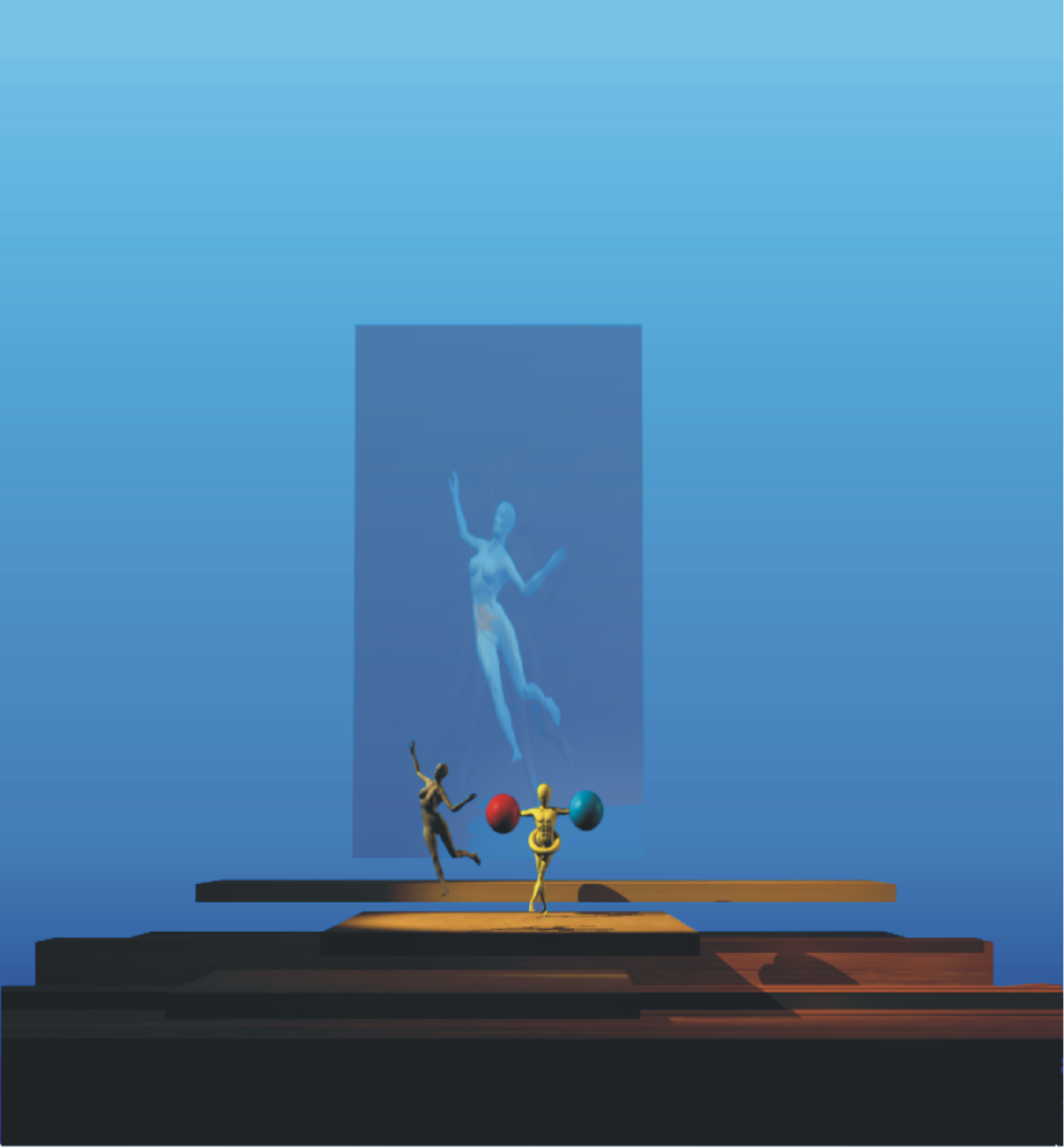
مشروع ديكور لإخراج مسرحية أثداء تريساس من تصميم سيلفيان لهيرميت سنة 2004

أثداء تريسياس دراما سوريالية تقع في فصلين وافتتاحية، من تأليف غيوم أبولينير. قُدّمت على المسرح لأول مرة عام 1917 من إخراج بيير ألبرت بيرو، وكانت الموسيقى المصاحبة من تأليف جيرمان ألبرت بيرو.
استوحى غيوم أبولينير الفكرة من أسطورة تيريسياس الضريرة في أسطورة طيبة وانتصر في هذه المسرحية للمرأة وذم الحرب. تتمحور القصة حول تيريسياس التي تغيّر جنسها من أجل أن تمتلك بعض السيطرة والقوة في عالم الرجال. هدفها كان تغيير قيم المجتمع البالية واقتراح وتقوية قيم المساواة بين الجنسين.